# Substance humique
 (mars 2023).
 (mars 2023).
Les substances humiques sont des composés organiques omniprésents dans l'humus, la principale composante organique des sols, ainsi que dans la tourbe, le charbon, les cours d'eau, les lacs dystrophiques et les océans. Elles constituent une fraction significative de la matière organique naturelle et jouent un rôle essentiel dans la chimie et la fertilité des sols.
D'un point de vue chimique, les substances humiques sont généralement interprétées, selon la théorie de la réaction acido-basique, comme des acides organiques. Leurs bases conjuguées, appelées humâtes, sont considérées comme des éléments clés de la matière organique des sols. Les principales catégories de substances humiques comprennent les acides humiques et les acides fulviques, qui sont extraits de l'humus des sols à l'aide de solutions alcalines comme l'hydroxyde de sodium (NaOH) ou le carbonate de sodium (Na₂CO₃). Ces solutions provoquent la dissociation des groupements carboxyliques et phénoliques, les ionisant à un pH élevé, ce qui facilite leur solubilisation et extraction. La fraction insoluble restante, appelée humine, est ensuite séparée par filtration.
La distinction entre acides humiques et acides fulviques repose sur des critères opérationnels: les acides humiques coagulent et floculent à un pH de 1, tandis que les acides fulviques restent solubles. Les substances humiques, dotées de groupes carboxylates et phénolates partiellement dissociés et chargés négativement, présentent une certaine solubilité, ce qui leur permet de se répartir entre le sol et l'eau. Elles peuvent être isolées soit par extraction de la matière organique du sol, soit par concentration de la matière organique dissoute dans l'eau. Des techniques variées sont employées pour ce processus, telles que la chromatographie en colonne (Cephadex), la dialyse, l'ultrafiltration, l'osmose inverse et la lyophilisation.
Les substances humiques sont parfois envisagées comme des macromolécules de haut poids moléculaire susceptibles de se fragmenter en unités plus petites. D'autres interprétations les décrivent comme un ensemble de petites molécules aux structures variées, capables de se regrouper en agrégats de plus grande taille.
La matière humique joue un rôle primordial dans la croissance des plantes en raison de ses propriétés hygroscopiques, qui contribuent à la rétention de l'eau dans les sols. L'utilisation de terreau, enrichi en matière humique, illustre son importance pour le développement végétal.

## Formation et caractérisation
Les substances humiques constituent un aspect complexe de la chimie de l'humus. Il existe plusieurs théories pour expliquer leur formation, dont la théorie de la lignine de Waksman (1932), la théorie des polyphénols, et la théorie de la condensation sucre-aminés de Maillard (1911),.
[non neutre]
Certaines études dénotent une incapacité de ces théorie à rendre compte des observations réalisées en recherche pédologique.
Les substances humiques résultent de la dégradation microbienne de matières végétales mortes, telles que la lignine et le charbon de bois. Les acides humiques et fulviques, ainsi que l'humine, sont les trois principales fractions que l'on peut extraire en laboratoire. Les acides humiques et fulviques sont extraits sous forme de sol colloïdal à partir de sols et d'autres sources en phase solide dans une solution aqueuse fortement basique d'hydroxyde de sodium ou de potassium. Les acides humiques sont précipités à partir de cette solution en ajustant le pH à 1 avec de l'acide chlorhydrique, laissant les acides fulviques en solution. La partie soluble dans l'alcool de la fraction humique est appelée acide ulmique[réf. nécessaire].
Les acides humiques et fulviques sont couramment utilisés comme compléments de sol en agriculture, et moins fréquemment comme compléments nutritionnels humains. Ils peuvent former des complexes avec des ions trouvés couramment dans l'environnement, créant des colloïdes humiques.
Les acides humiques sont insolubles dans l'eau à pH acide, tandis que les acides fulviques sont solubles dans l'eau sur toute la plage de pH. Les acides humiques et fulviques sont des polyélectrolytes et des colloïdes uniques qui diffusent facilement à travers les membranes, contrairement à d'autres colloïdes.
L'acide humique traditionnellement isolé et purifié en laboratoire est un mélange complexe de nombreux acides différents contenant des groupes carboxyle et phénolate, de sorte que le mélange se comporte fonctionnellement comme un acide dibasique ou, occasionnellement, comme un acide tribasique. Les acides humiques peuvent être isolés en utilisant un fractionnement chimique séquentiel appelé parfois Humeomics pour déterminer leurs structures moléculaires par des méthodes spectroscopiques et chromatographiques avancées.
La matière humique joue un rôle important pour la croissance des plantes en tant que complément de sol, et elle est également hygroscopique et participe à la rétention de l'eau dans les sols. Les propriétés et la structure précises des substances humiques dépendent de la source d'eau ou de sol et des conditions spécifiques d'extraction. Les substances humiques ont des implications importantes pour la qualité des sols et de l'eau, ainsi que pour l'agriculture, la biologie et la santé humaine. En effet, elles participent à la formation et à la stabilité des agrégats du sol, favorisant ainsi la rétention de l'eau et des nutriments pour les plantes. De plus, leur capacité à former des complexes avec des ions peut avoir des effets bénéfiques sur la disponibilité des nutriments pour les plantes.
Les substances humiques peuvent également jouer un rôle important dans la réduction de la toxicité des métaux lourds dans le sol et les sédiments. En effet, les groupes carboxyles et phénolates de ces substances ont une forte affinité pour les ions métalliques, ce qui peut réduire leur toxicité en les immobilisant dans le sol.
Enfin, les substances humiques peuvent être utilisées dans divers domaines, tels que la médecine, la cosmétique, la technologie des matériaux, l'industrie pétrolière et la dépollution. Leur potentiel pour le développement de nouvelles applications est encore largement inexploré.
Malgré l'importance des substances humiques, leur étude reste un domaine de recherche complexe où les incertitudes et les interrogations sont nombreuses. Les techniques modernes de spectroscopie et de chromatographie ont permis de mieux comprendre leur structure moléculaire, mais de nombreuses questions restent sans réponse quant à leur formation et leur rôle dans la nature.

### Critique
Les matières organiques du sol se décomposent en formant des associations complexes avec les minéraux, ce qui rend leur isolement et leur caractérisation difficile. Au XVIIIe siècle, les premiers précurseurs de la chimie du sol avaient réussi à isoler une partie des constituants organiques du sol en recourant à une méthode d'extraction alcaline. Cela a conduit à la théorie de l'humification, qui suppose la formation de « substances humiques », telles que les acides humiques, les acides fulviques et l'humine.
[non neutre]
Bien que la théorie de l'humification n'ait pas été prouvée, elle persiste dans la littérature actuelle, y compris dans les manuels. Les tentatives pour redéfinir les « substances humiques » ont abouti à une prolifération de définitions incompatibles, ayant des implications importantes au-delà de la simple communication des processus et propriétés du sol avec précision scientifique.

## Caractéristiques chimiques

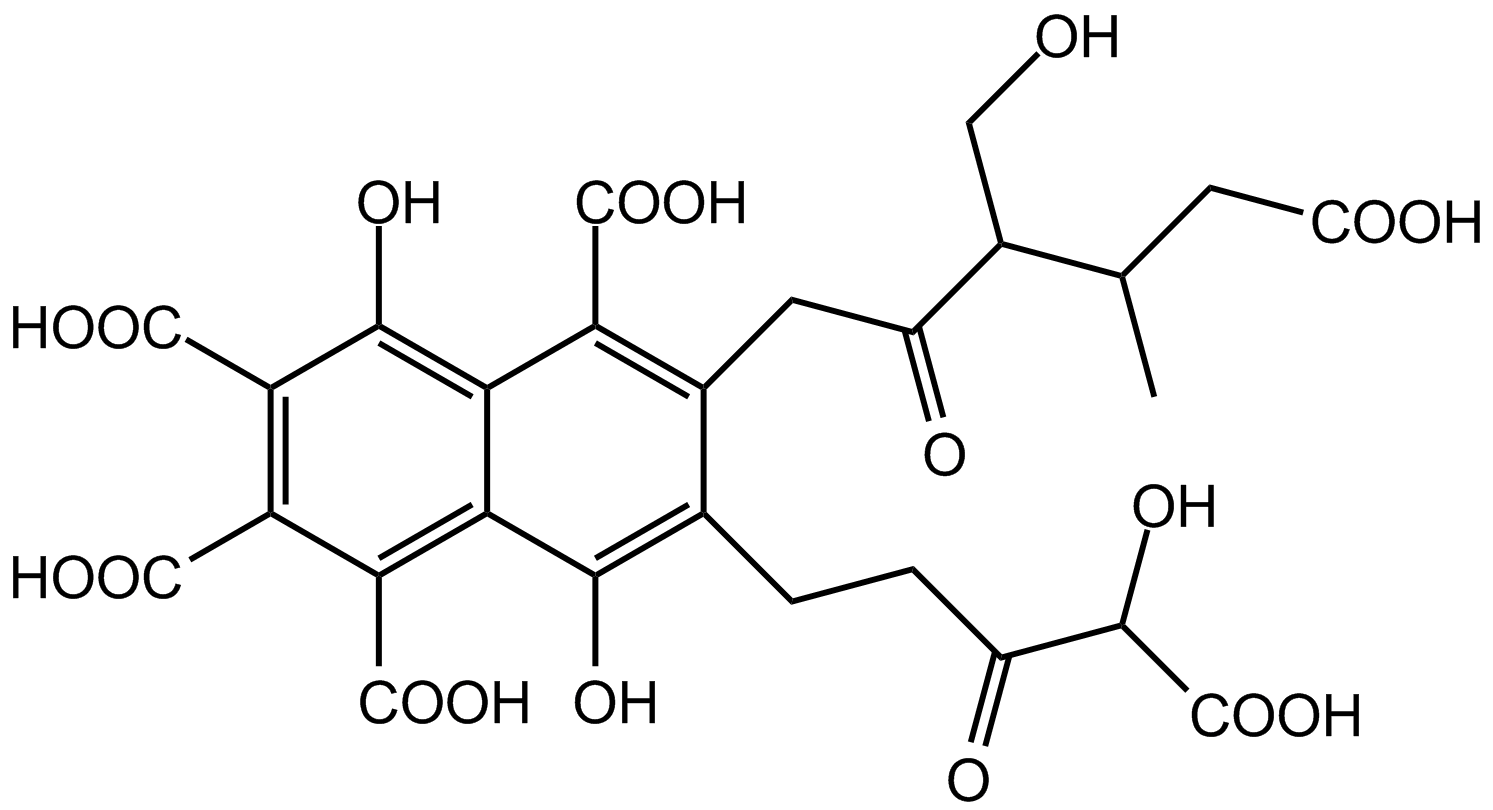
Structure schématique idéalisée d’acide fulvique.

Les substances humiques sont un sujet d'étude important dans le domaine de la chimie organique naturelle. Néanmoins, malgré des années de recherche, leur structure moléculaire et leur composition chimique demeurent largement inconnues. La conception traditionnelle est que les substances humiques sont des hétéropolycondensats, souvent associés à l'argile pour former un complexe argilo-humique. Cependant, des recherches plus récentes suggèrent que des molécules relativement petites pourraient également jouer un rôle dans la formation de ces substances.
Les substances humiques sont connues pour représenter une grande partie de la capacité d'échange cationique[De quoi ?] des sols, qui est la capacité des particules des sols à échanger des ions avec l'environnement environnant. Les nutriments cationiques tels que le potassium, le calcium et le magnésium sont souvent associés aux substances humiques dans les sols colloïdaux, de la même manière qu'ils sont associés à l'argile. Cette caractéristique est importante pour la croissance des plantes, car elle permet aux nutriments de rester disponibles pour les racines des plantes.

## Structure et réactivité

Structure hypothétique d'un acide humique imaginaire, montrant une variété de composants comme des groupements carboxyliques, phénol, catéchol, quinone et glucidique.

Les substances humiques sont des composés organiques complexes et leur structure moléculaire et chimique est difficile à saisir. Elles sont généralement considérées comme des hétéropolycondensats associés à l'argile (complexe argilo-humique), mais certaines molécules relativement petites pourraient également jouer un rôle important. Les substances humiques comportent un mélange de nombreuses molécules, dont certaines comportent un ensemble de noyaux aromatiques portant des substituants phénoliques et carboxyliques. Les groupes carboxyliques et phénoliques contribuent le plus à la charge de surface et à la réactivité des substances humiques. Les acides humiques se comportent comme des mélanges d'acides dibasiques, avec une valeur de pKa d'environ 4 pour la carboxylique des groupes carboxyle et d'environ 8 pour la protonation des groupes phénolate. Il existe une similitude globale considérable entre les différents acides humiques. La densité de charge et la formation de complexes avec des ions tels que Mg2+, Ca2+, Fe2+ et Fe3+ sont également des caractéristiques importantes des acides humiques. Les acides humiques sont capables de former des complexes chélates avec ces ions et régulent ainsi la biodisponibilité des ions métalliques. Les molécules peuvent former une structure supramoléculaire maintenue ensemble par des forces  non-covalentes, telles que la force de van der Waals, les liaisons π-π et CH-π.

## Détermination des acides humiques dans l'eau
Approximativement 50 à 90% de la capacité d'échange cationique dans les sols est due aux substances humiques, qui sont des mélanges complexes de molécules organiques. Les acides humiques sont des mélanges d'acides dibasiques, avec une densité de charge importante, qui leur permet de former des complexes avec des ions métalliques tels que Mg2+, Ca2+, Fe2+ et Fe3+.
La présence d'acide humique dans l'eau destinée à un usage d'eau potable ou industriel peut avoir un impact significatif sur la capacité à traiter cette eau ou à procéder à sa désinfection chimique puisque ces acides peuvent réagir avec les produits chimiques utilisés dans le processus de chloration pour former des sous-produits toxiques pour l'homme.
Les concentrations d'acide humique sont traditionnellement estimées à partir des concentrations de matière organique mais les procédures d'extraction peuvent modifier certaines des liaisons chimiques présentes dans les substances humiques du sol. Des classes uniques de biomolécules résiduelles ont été identifiées par des extractions sélectives et un fractionnement chimique, comme les acides alcanoïques et hydroxyalcanoïques, les résines, les cires, les résidus de lignine, les sucres et les peptides,.

## Effets écologiques
Depuis longtemps, les agriculteurs ont compris l'importance des amendements du sol en matière organique pour la croissance des plantes. Cependant, la chimie et la fonction de la matière organique ont été un sujet de controverse depuis le XVIIIe siècle.
À l'époque de Liebig, on croyait que les plantes utilisaient directement l'humus, mais après que Liebig eut montré que les plantes avaient besoin de composés inorganiques pour leur croissance, de nombreux pédologues ont estimé que la matière organique n'était utile que parce qu'elle était décomposée, libérant ainsi des éléments nutritifs sous des formes inorganiques.
Aujourd'hui, les pédologues considèrent que l'humus contribue directement à la fertilité du sol, notamment en améliorant la capacité de rétention d'eau du sol. En outre, il a été montré que les plantes peuvent absorber et transloquer[pas clair] certaines molécules organiques complexes. Cela suggère que les plantes pourraient absorber directement certaines formes dissoutes de substances humique, un processus susceptible de favoriser l'absorption de composés de fer chélaté, vu la très faible solubilité des oxydes de fer.
Des études ont montré que les acides humiques augmentent la croissance des plantes, et ce, même à faibles taux d'application. Une étude menée en 1998 par des scientifiques du North Carolina State University College of Agriculture and Life Sciences a montré que l'ajout d'humates au sol augmentait considérablement la masse racinaire des gazons d'Agrostis stolonifera,. L'apport d'acides humiques et fulviques peut également améliorer la structure du sol, augmenter sa capacité de rétention d'eau, et contribuer à réduire son érosion. Cependant, les effets d'ajout d'acides humiques et fulviques sur la croissance des plantes peuvent varier en fonction de la composition chimique de l'humus, de la nature de la plante et des caractéristiques du sol.